# Академічний словник литовської мови
Академічний словник литовської мови (лит. Didysis lietuvių kalbos žodynas або Akademinis lietuvių kalbos žodynas, також LKŽ) — вичерпний словник-тезаурус, найбільший словник литовської мови та одна із наймасштабніших лексикографічних праць у світі.
20 томів словника у 22 тисячі сторінок були видані між 1941 та 2002 роками Інститутом литовської мови; електронна та CD-версія словника стали доступними із 2005 року. Словник містить близько 236 тисяч заголовних слів (500 тисяч, якщо враховувати підзаголовні слова), що відображують сучасну та історичну лексику як із текстів релігійної, навчальної, художньої та публіцистичної літератур, починаючи із першої книги литовською, виданої у 1547 році, і закінчуючи 2001 роком, так і записів розмовної мови та діалектів. 
Пояснення, примітки щодо використання та приклади надані у словнику для більшості слів; їх довжина може відрізнятися від одного речення до майже сотні сторінок.

## Історія

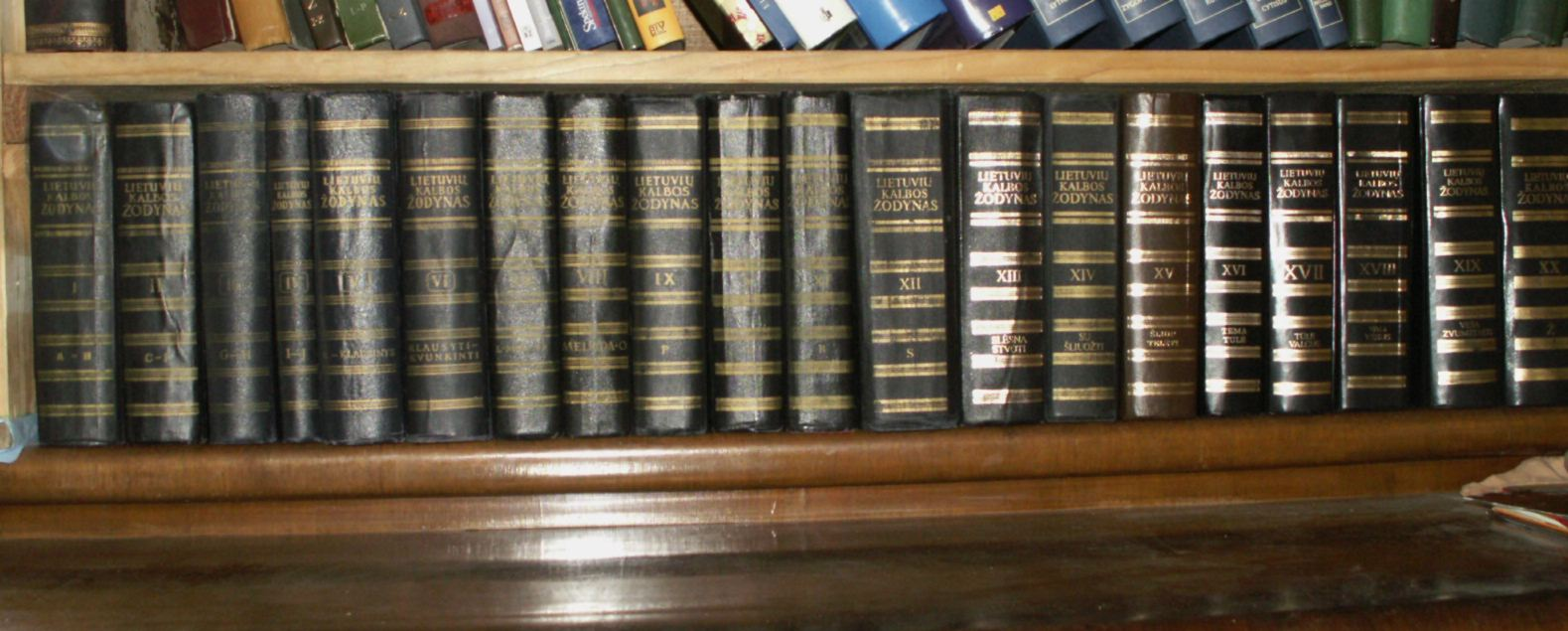
20 томів Академічного словника литовської мови

Ідея започаткувати словник виникла у литовського мовознавця Казімєраса Буґи, який почав збирати матеріал для нього у 1902 році. Повернувшись із Росії до Литви у 1920 році, він почав працювати над словником, що мав би містити усі відомі слова литовської мови, а також гідроніми, топоніми та прізвища. Перед своєю смертю у 1924 році він встиг видати лише два зошити із серії, що включали вступну частину та словниковий матеріал до слова anga. Буґа прагнув записати все, що було відомо про кожне слово включно із його походженням та історією. Він критично ставився до власної праці, вважаючи, що словник не був вичерпним або впорядкованим, і вважав опубліковані зошити чернеткою для кращого словника у майбутньому.
Буґа зібрав майже 617 тисяч карток зі словами, проте професор Юозас Бальчіконіс, обраний міністерством освіти для продовження роботи над словником у 1930 році, зрозумів, що треба більше матеріалу та почав кампанію зі збору додаткових слів із художніх творів та розмовної мови; більша увага приділялася старішим текстам, а сучасна література та періодика майже ігнорувалися. Бальчіконіс також просив вчителів та студентів записувати слова із повсякденного мовлення. Таким чином словник був значною мірою перероблений. З нього були виключені власні назви, рідко вживані варваризми, етимологічні та історичні примітки; слова тепер пояснювалися лише литовською мовою, адже сам Буґа часто лишав пояснення тією ж мовою, якою воно було спочатку записане, тому слова могли пояснюватися німецькою, російською, польською або навіть латиною.
Перший том словника зі словами на букви А і В був виданий у 1941 році, другий (літери C—F) — у 1947 році. Втім, ці два томи були розкритиковані радянською владою, бо словник містив забагато буржуазної та «реакційної релігійної» лексики і натомість замало лексики із «революційної литовської преси та сучасних радянських реалій», і згодом Бальчіконіс був усунений з посади головного редактора словника. Перші два томи словника були конфісковані та сховані у спеціальних архівах, через що стали бібліографічною рідкістю.
Через дев'ять років, у 1956 році, вийшов друком третій том словника; цей та наступні томи вже відповідали ідеологічним вимогам (приклади із радянської літератури, лише після яких можна було давати речення із діалектів, фольклору тощо). Далі видання пішло краще і з 1956 нові томи словника публікувалися кожні 3–5 років, проте перші томи були доповнені та видані заново у 1968–1969 рр. Через політичні табу у словнику також уникалися вживання релігійної та язичницької лексики. Підготовку матеріалів для словника продовжував Інститут литовської мови та літератури Академії наук Литви. Із 1990 року, після його розділення, над словником працював Інститут литовської мови.
У 1990 році після здобуття Литвою незалежності радянські та комуністичні приклади у словниках були прибрані. Було додано зразки із релігійних текстів та праць литовських лінгвістів, які емігрували на захід після окупації країни у 1944 році. Останній, 20-й, том словника був виданий у 2002 році. Загалом написанням словника займалися 69 лінгвістів, а редагуванням — 23.
У 1999–2002 рр. тексти 1–16 томів словника були перенесені на електронні носії, а комп'ютерні технології використовувалися у виданні словника із 17-го тому. У 2005 році словник став доступним в електронному вигляді.

## Головні редактори
Головними редакторами словника у різні часи були:
- Юозас Бальчіконіс (т. 1–2 у 1930–1950 рр.);
- Казіс Ульвідас (т. 3–5 у 1956–1959 рр. і т. 11–16 у 1978–1995 рр.);
- Йонас Круопас (т. 6–10 у 1962–1976 рр. та перевидання т. 1–2 у 1968–1969 рр.);
- Вітаутас Віткаускас (т. 17–20 у 1996–2002 рр.).